# Tiffany Cromwell
Tiffany Cromwell (Stirling, 6 juli 1988) is een Australische wielrenster en gravelrijdster. Zij is actief op de weg en was als junior ook op de baan actief.

## Carrière
Zij rijdt sinds 2016 bij de wielerploeg Canyon-SRAM. Ze reed ook bij de voorgangers van dit team: Velocio-SRAM en Specialized-lululemon. Hiervoor reed ze bij Orica-AIS, Hitec Products en het Belgische Lotto-Honda Team.
In 2023 nam ze voor het eerst deel aan gravelwedstrijden. Van haar vier deelnames won ze drie wedstrijden waaronder het Europees kampioenschap. Op het Wereldkampioenschap eindigde ze tiende.

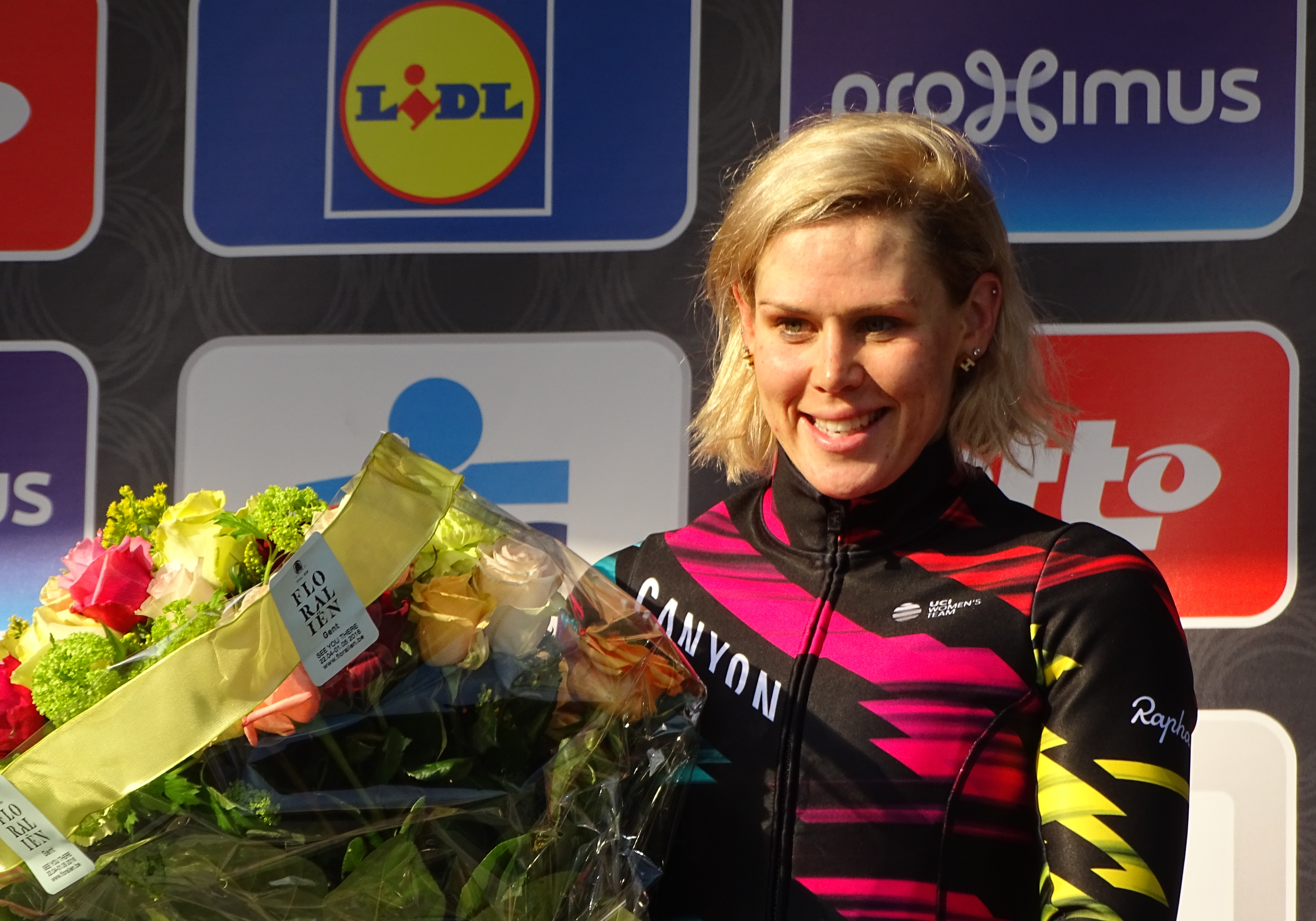
Derde in de Omloop Het Nieuwsblad 2016

Sinds februari 2020 heeft Cromwell een relatie met de Finse F1-coureur Valtteri Bottas.

## Palmares
2004

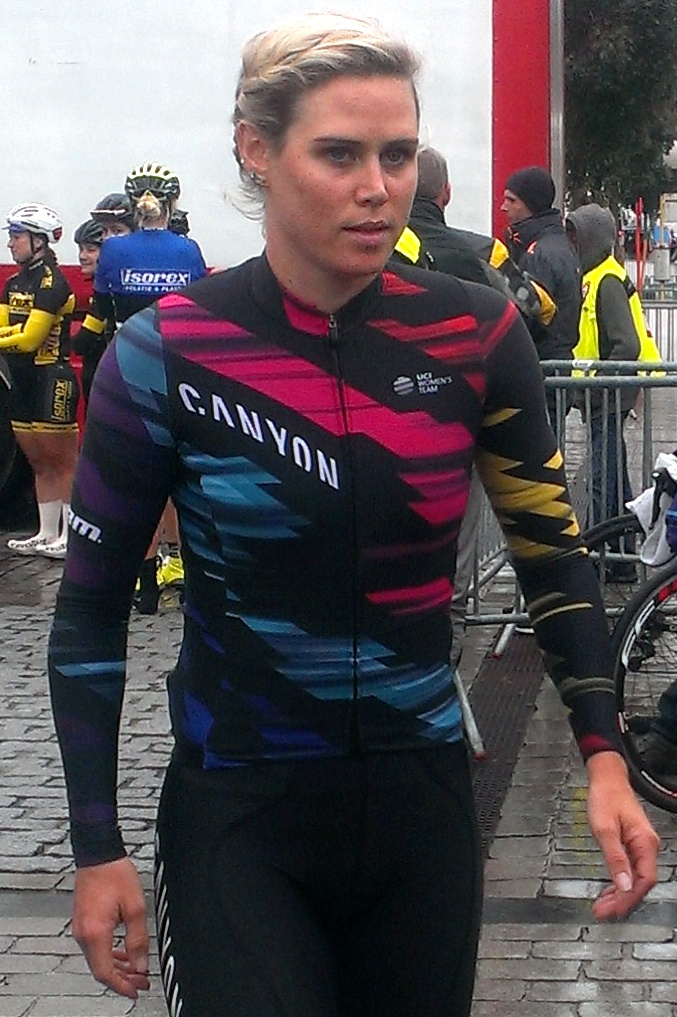
Cromwell in de Lotto Belgium Tour 2017

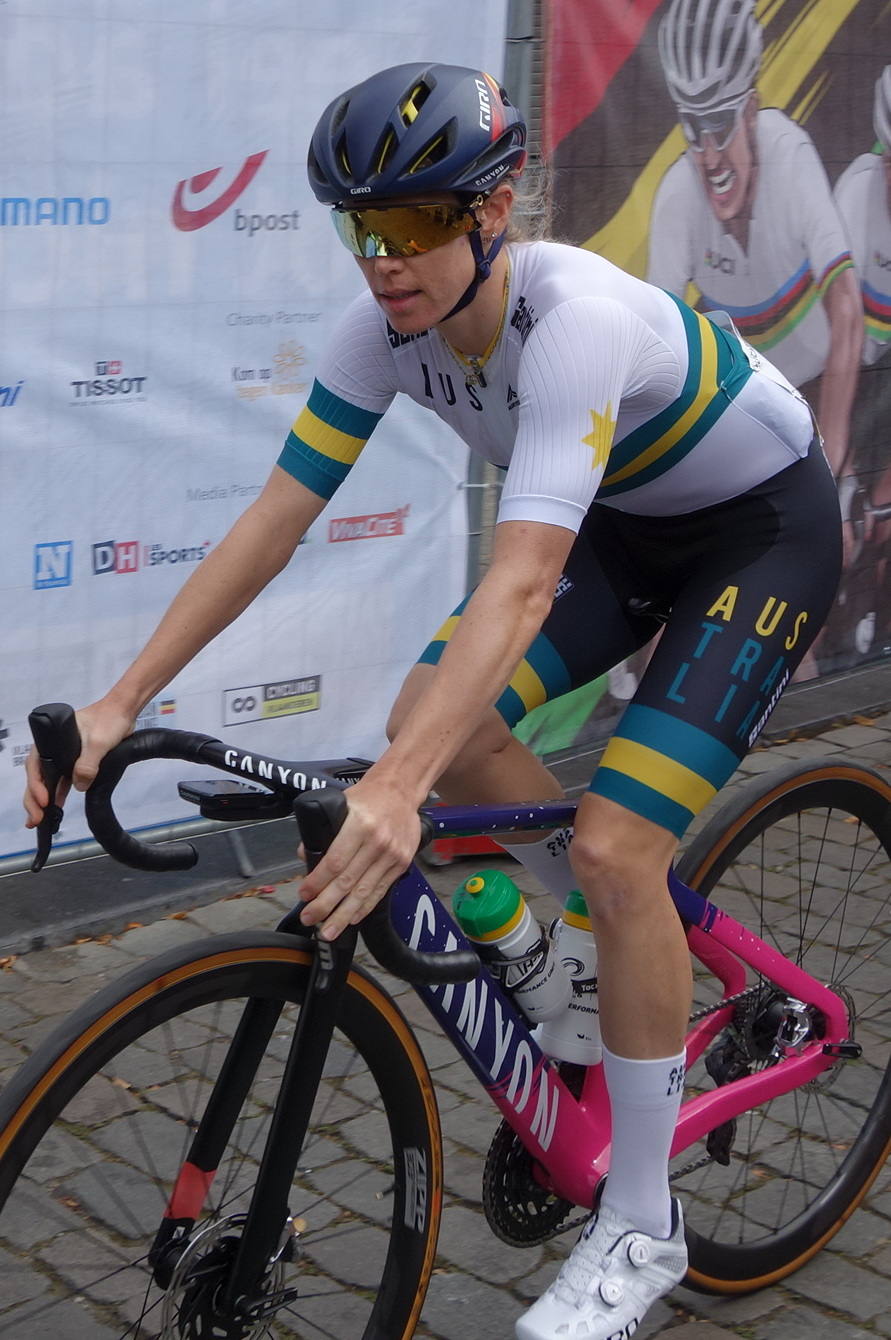
Cromwell bij het WK 2021 in Antwerpen

 Oceania Games, ind.achtervolging (junior)
 Oceania Games, puntenkoers (junior)
 Oceania Games, scratch (junior)
2005
 Oceania Games, wegrit (junior)
 Oceania Games, scratch (junior)
 Oceania Games, ind.achtervolging (junior)
2008
Garrett Lemire Memorial Grand Prix
Sea Otter Classic Circuit Race
 Australisch kampioenschap op de weg (U23)
2009
2e etappe (ITT), La Route de France
3e etappe, Tour de Limousin
Sea Otter Classic Road Race
 Australisch kampioenschap op de weg (U23)
2010
 Australisch kampioenschap op de weg (U23)
 Australisch kampioenschap tijdrijden (U23)
 Sparkassen Giro
2011
2e etappe Jayco Bay Cycling Classic
2012
5e etappe Giro Donne
 Australisch kampioenschap op de weg
2013
Omloop Het Nieuwsblad
5e op Australisch kampioenschap tijdrijden
2014
Etappe 3B (TTT) Energiewacht Tour
(met: Lisa Brennauer, Trixi Worrack, Chantal Blaak en Carmen Small)
4e op Australisch kampioenschap op de weg
5e op Australisch kampioenschap tijdrijden
5e op WK op de weg in Ponferrada
2015
Etappe 2A (TTT) Energiewacht Tour
(met: Lisa Brennauer, Trixi Worrack, Alena Amialiusik, Barbara Guarischi en Tayler Wiles)
 Chrono Champenois
2016
4e etappe Giro Rosa
 Australisch kampioenschap tijdrijden
 Omloop Het Nieuwsblad
2017
1e etappe Thüringen Rundfahrt
2023
UCI Wereldbeker Gravel: Seven
UCI Wereldbeker Gravel: The Gralloch
 Europees kampioen gravelrijden
2024
UCI Wereldbeker Gravel: Sea Otter Europa Girona
UCI Wereldbeker Gravel: Swartberg 100
2025
UCI Wereldbeker Gravel: Seven
 Australisch kampioen gravel

### Uitslagen in voornaamste wedstrijden
| Jaar | Ronde van Italië | Ronde van Frankrijk | Ronde van Spanje |
| ---- | ---------------- | ------------------- | ---------------- |
| 2008 | 50e              |                     |                  |
| 2009 | 22e              |                     |                  |
| 2010 | 23e              |                     |                  |
| 2011 | 68e              |                     |                  |
| 2012 | 11e              |                     |                  |
| 2013 | 11e              |                     |                  |
| 2014 | 29e              |                     |                  |
| 2015 | 31e              |                     |                  |
| 2016 | 35e              |                     |                  |
| 2017 |                  |                     |                  |
| 2018 | 78e              |                     |                  |
| 2019 | 58e              |                     |                  |
| 2020 |                  |                     |                  |
| 2021 | 26e              |                     |                  |
| 2022 |                  | 67e                 |                  |
| 2023 | 63e              |                     |                  |
| 2024 |                  |                     |                  |
| 2025 | 83e              |                     |                  |

| Jaar | Milaan-San Remo | Gent-Wevelgem | Ronde van Vlaanderen | Parijs-Roubaix | Amstel Gold Race | Luik-Bast.‑Luik | Omloop Het Nieuwsblad | Le Samyn | Strade Bianche |  | WK op de weg |
| ---- | --------------- | ------------- | -------------------- | -------------- | ---------------- | --------------- | --------------------- | -------- | -------------- |  | ------------ |
| 2009 |                 |               |                      |                |                  |                 |                       |          |                |  | 52e          |
| 2010 |                 |               | 31e                  |                |                  |                 |                       |          |                |  | opgave       |
| 2011 |                 |               |                      |                |                  |                 | 8e                    |          |                |  |              |
| 2012 |                 |               | 15e                  |                |                  |                 | 8e                    | 19e      |                |  | 31e          |
| 2013 |                 |               | 15e                  |                |                  |                 | ↑                     | 5e       |                |  | 9e           |
| 2014 |                 |               | 9e                   |                |                  |                 | 7e                    | 25e      |                |  | 5e           |
| 2015 |                 |               | 19e                  |                |                  |                 | 5e                    |          | 22e            |  | 17e          |
| 2016 |                 | 39e           | 34e                  |                |                  |                 | ↑                     |          | 20e            |  | 48e          |
| 2017 |                 |               | 47e                  |                |                  | 73e             | 52e                   | ↑        | 22e            |  |              |
| 2018 |                 |               |                      |                |                  |                 | 37e                   |          | opgave         |  | opgave       |
| 2019 |                 |               | 64e                  |                | opgave           |                 | 34e                   |          | 42e            |  | opgave       |
| 2020 |                 | 29e           | 36e                  |                |                  |                 | 25e                   |          |                |  | opgave       |
| 2021 |                 | 27e           | 23e                  | 29e            | 24e              | 39e             |                       |          | 51e            |  | 41e          |
| 2022 |                 | 32e           | 56e                  | 16e            | 71e              |                 |                       |          | 63e            |  |              |
| 2023 |                 | 40e           |                      | opgave         | 73e              |                 |                       |          |                |  |              |
| 2024 |                 | 73e           | opgave               | 24e            | 47e              |                 | opgave                |          |                |  | opgave       |
| 2025 | opgave          |               |                      |                |                  |                 | 64e                   |          |                |  |              |

## Ploegen
- 2011 –  Lotto Honda Team (tot 3 juni)
- 2011 –  Hitec Products (vanaf 4 juni)
- 2012 –  Orica-AIS
- 2013 –  Orica-AIS
- 2014 –  Specialized-lululemon
- 2015 –  Velocio-SRAM
- 2016 –  Canyon-SRAM
- 2017 –  Canyon-SRAM
- 2018 –  Canyon-SRAM
- 2019 –  Canyon-SRAM
- 2020 –  Canyon-SRAM
- 2021 –  Canyon-SRAM
- 2022 –  Canyon-SRAM
- 2023 –  Canyon-SRAM
- 2024 –  Canyon-SRAM
- 2025 –  Canyon//SRAM zondacrypto

Arndt · Cromwell · Fry · Gillow · Gunnewijk · Häusler · Hoskins · MacLean · Rhodes · Spratt · Villumsen
Cromwell · Edmondson · Elvin · Gillow · Gu · Gunnewijk · Hoskins · Johansson · MacLean · Spratt
Blaak · Brennauer · Canuel · Cromwell · Delzenne · Rowney · Small · Stacher · Stevens · Wiles · Worrack
Amialiusik · Brennauer · Canuel · Cromwell · Delzenne · Guarischi · Kröger · Rowney · Wiles · Worrack
Amialiusik · Barnes · Brennauer · Cecchini · Cromwell · Guarischi · Kröger · Ryan · Worrack
Amialiusik · Barnes · Brennauer · Cecchini · Cromwell · Ferrand-Prévot · Guarischi · Kröger · Ryan · Thorvilson · Worrack
Amialiusik · A. Barnes · H. Barnes · Cecchini · Cromwell · Erath · Ferrand-Prévot · Klein · Niewiadoma · Riffel · Ryan · Thorvilson · Worrack
Amialiusik · A. Barnes · H. Barnes · Cecchini · Cromwell · Erath · Ferrand-Prévot · Gafinovitz · Harris · Klein · Ludwig · Niewiadoma · Riffel · Ryan · Shapira · Thorvilson
Amialiusik · A. Barnes · H. Barnes · Cecchini · Cromwell · Erath · Ferrand-Prévot · Gafinovitz · Harris · Klein · Ludwig · Niewiadoma · Pratt · Riffel · Ryan · Shapira · Thorvilson
Amialiusik · A. Barnes · H. Barnes · Bradbury · Chabbey · Cromwell · Dygert · Harris · Harvey · Klein · Ludwig · Niewiadoma · Ryan · Shapira
Amialiusik · Barnes · Bossuyt · Bradbury · Chabbey · Cromwell · Dygert · Harris · Harvey · Klein · Niewiadoma · Oudeman · Paladin · Rooijakkers · Roy
Bäckstedt (vanaf 1/9) · Bauernfeind · Bossuyt · Bradbury · Chabbey · Cromwell · van der Duin · Dygert · Niedermaier · Niewiadoma · Paladin · Rooijakkers · Roy · Skalniak-Sójka · Towers
Bäckstedt · Bauernfeind · Bossuyt · Bradbury · Chabbey · Cromwell · Czapla · van der Duin · Dygert · Morrice · Niedermaier · Niewiadoma · Paladin · Skalniak-Sójka · Towers
Aintila · Bäckstedt · Bauernfeind · Bradbury · Consonni · Cromwell · Czapla · van der Duin · Dygert · Klöser · Kolesava · Martins · Niedermaier · Niewiadoma · Paladin · Skalniak-Sójka · Towers · Uttrup Ludwig